# بولد ريزونينج
لقد كان بولد ريزونينج (1968–1975) أحد خيول سباق ثوروبريد الأمريكية، وولد في فلوريدا. وقد نجم عن تزاوج أنثى هيل تو ريزون التي كان يطلق عليها اسم ريزون تو إيرن مع حصان البولدونسي الفائز بسباق ديربي سانتا أنيتا، وهو ابن الحصان بولد رولر.
وبولد ريزونينج، الذي لم يشارك في السباقات بشكل كبير، حقق رقمًا قياسيًا في بيلمونت بارك حيث حقق 6 فرلونغ في 4. وهو يشتهر بشدة على أنه والد الحصان سياتل سلو الفائز بمسابقة التاج الثلاثي في عام 1977.
وعند إحالته للتقاعد، لم ينجب بولد ريزونينج إلا ثلاث مرات في كلايبورن فارم قبل وفاته في الرابع والعشرين من أبريل 1975، بسبب حادث أدى إلى كسر حوضه. وقد توجب تعريضه للقتل الرحيم بعد أن سببت له الإصابة ألمًا شديدًا.